# 미쓰비시 GTO

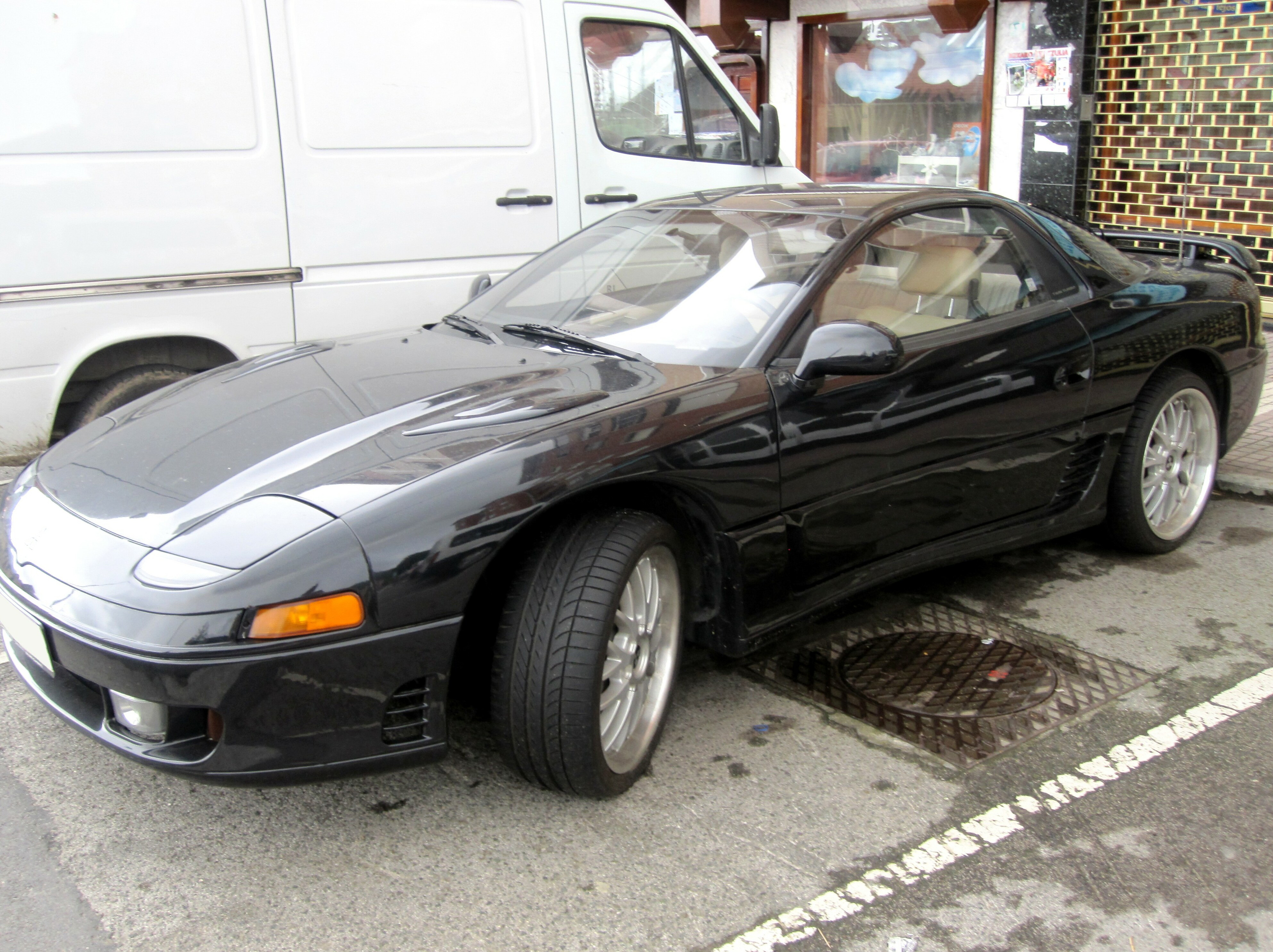
미쓰비시 GTO(전기형) 정측면

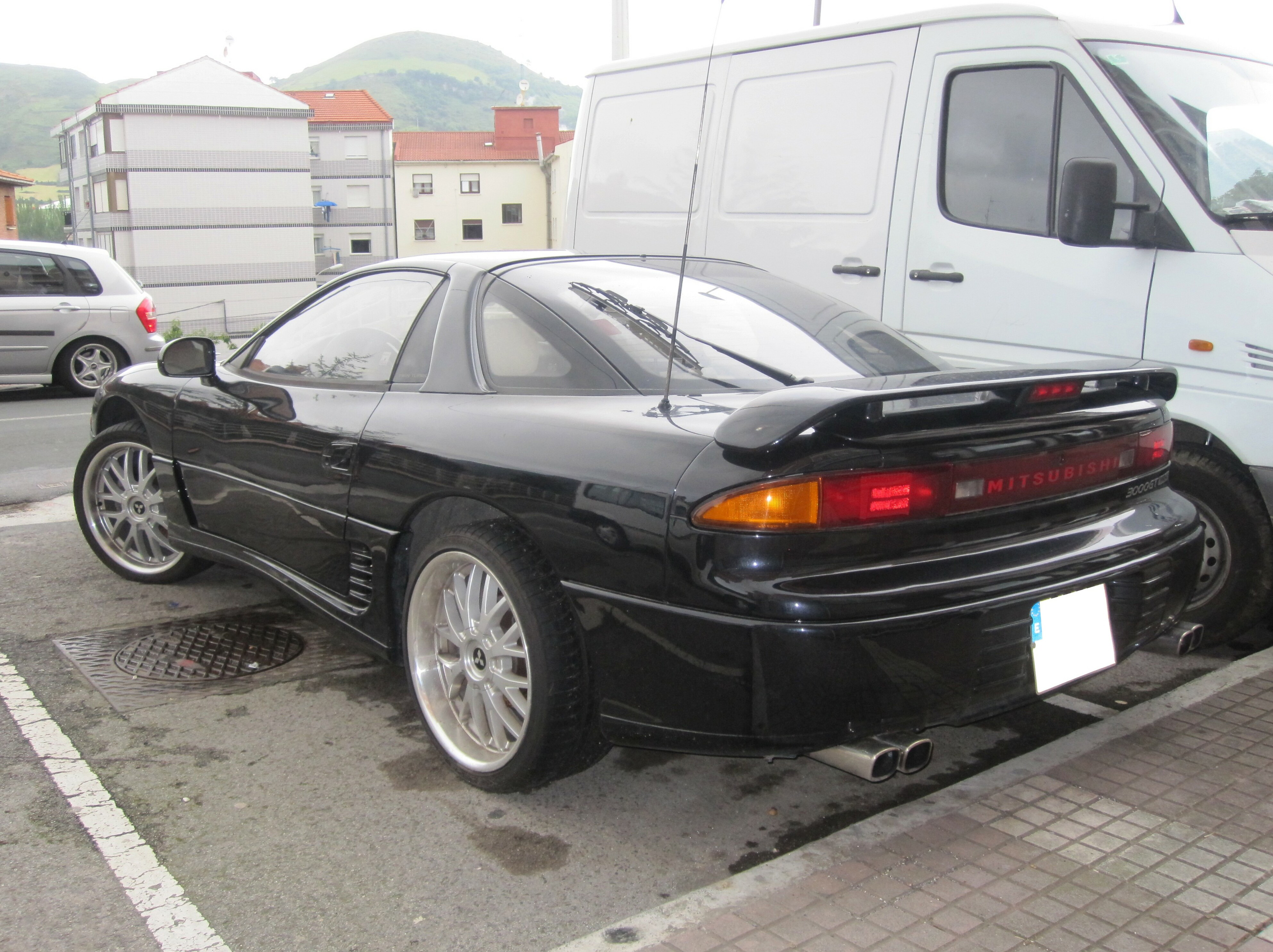
미쓰비시 GTO(전기형) 정측면

미쓰비시 GTO(Mitsubishi GTO)는 미쓰비시자동차공업의 스포츠카이다.

### 1세대 (1990~1993)
1989년 10월에 개최된 도쿄 모터쇼에서 HSX라는 차명으로 참고 출품된 후인 1990년 10월부터 스타리온의 후속 차종으로 시판되었다. 일본에서는 4륜구동만 있었으나, 북아메리카에서는 전륜구동도 있었다. 북아메리카를 겨냥한 GT 카로 기획되었으며, 직선 도로를 여유 있게 달릴 수 있는 성능을 발휘하는 차종이라는 점을 어필하였다. V6 3,000cc 가솔린 엔진의 기본 설계는 디아망떼와 동일한 것이나, 세팅을 달리하였다. 코크 보틀 라인(가운데가 날씬한 코카콜라 병과 같은 형식)의 날렵한 차체는 전폭이 1,840mm로, 당시의 경쟁 차종 중에서 가장 넓었다. 스위치로 배기음을 바꿀 수 있는 액티브 이그조스트 시스템(트윈 터보), 알루미늄 4포트 이경 대향 피스톤 브레이크 캘리퍼, 고장력 스틸 드라이브 샤프트, 가변 리어 스포일러 및 액티브 에어로 시스템(트윈 터보) 등이 일본차 최초로 적용되었다.

### 2세대 (1994~1997)
1993년 8월에는 페이스 리프트를 거쳐 헤드 램프가 리트렉터블 타입(개폐식)에서 고정식으로 바뀌었다. 해외에서는 3000GT라는 차명으로 판매되었고, 북아메리카에서는 전동 개폐식 하드탑을 갖춘 컨버터블도 있었다.

### 3세대 (1997~2000)
2000년 8월에는 판매 부진에 따라 후속 차종 없이 단종되었다.

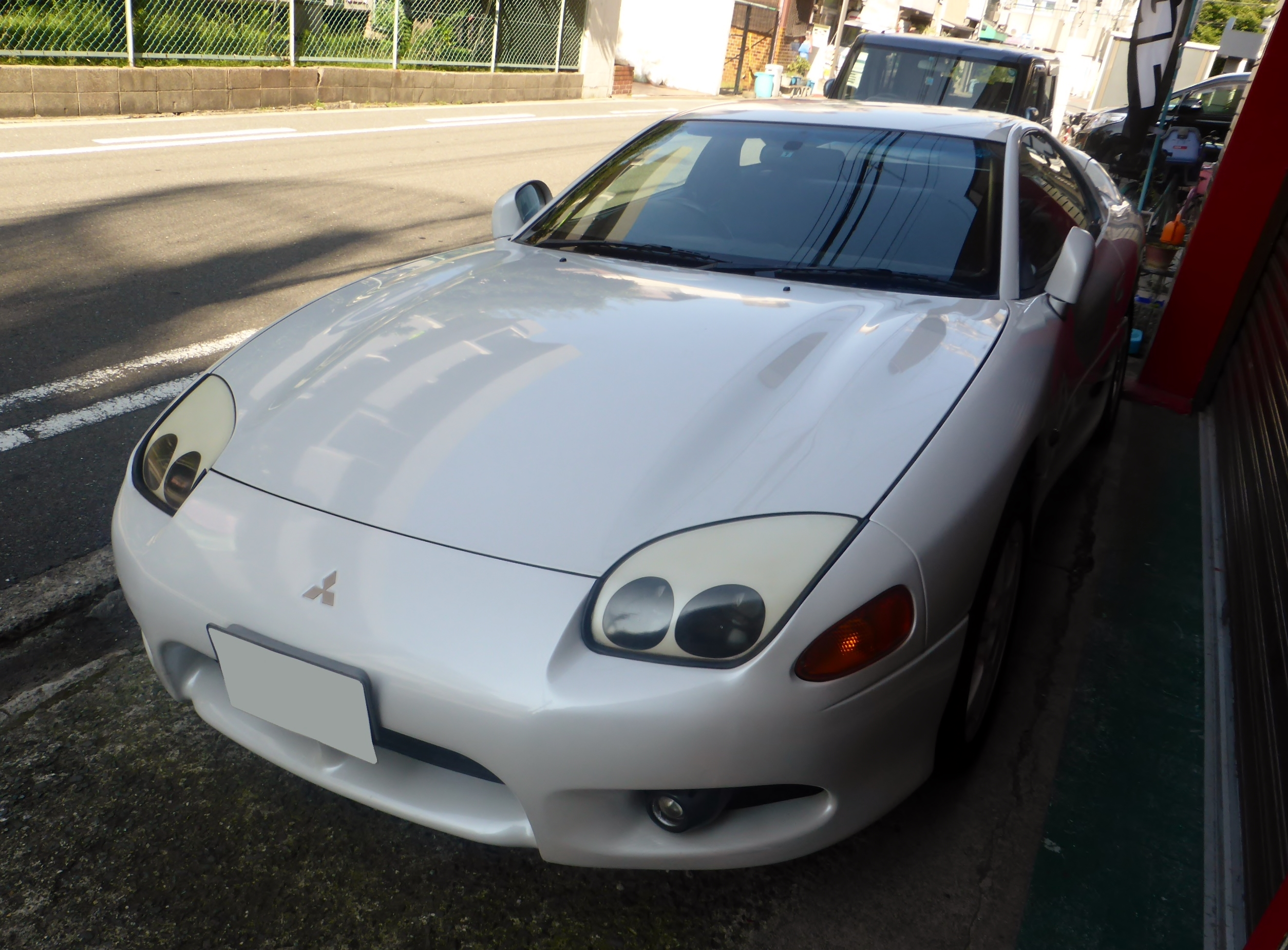
미쓰비시 GTO(후기형) 정측면
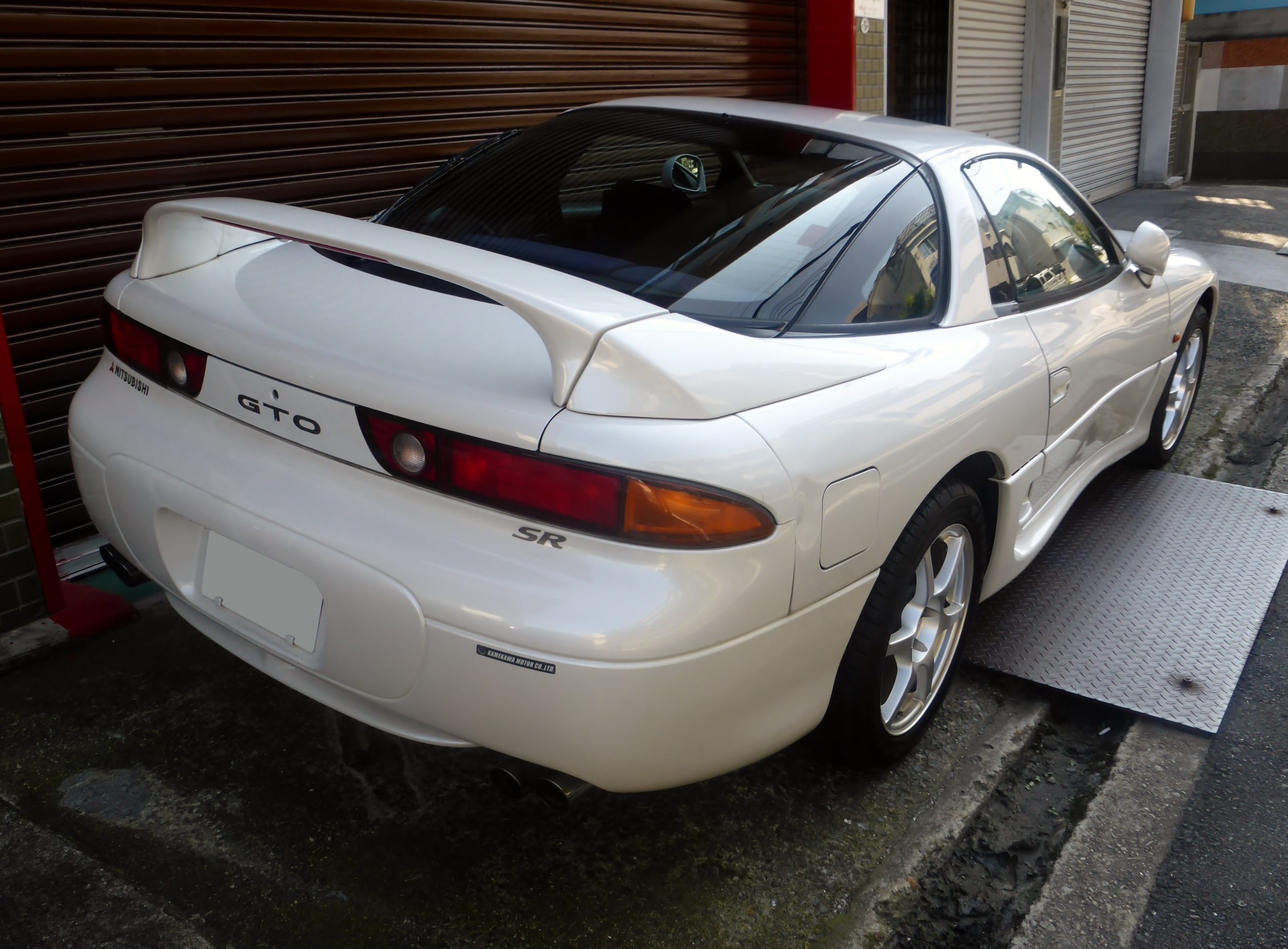
미쓰비시 GTO(후기형) 후측면